# Apostolska nunciatura v Palavu
Apostolska nunciatura v Palauu je diplomatsko prestavništvo (veleposlaništvo) Svetega sedeža v Palavu.
Trenutni apostolski nuncij je Martin Krebs.

## Seznam apostolskih nuncijev
- Patrick Coveney (14. julij 2001 - 25. januar 2005)
- Charles Daniel Balvo (1. april 2005 - 17. januar 2013)
- Martin Krebs (8. maj 2013 - danes)